# Snickarkärrberget
Snickarkärrberget är en kulle i Finland. Den ligger i Raseborg och landskapet Nyland, i den södra delen av landet, 80 km väster om huvudstaden Helsingfors. Toppen på Snickarkärrberget är 59 meter över havet.
Terrängen runt Snickarkärrberget är platt. En vik av havet är nära Snickarkärrberget åt nordost. Runt Snickarkärrberget är det glesbefolkat, med 19 invånare per kvadratkilometer. Närmaste större samhälle är Ekenäs, 5,1 km söder om Snickarkärrberget. I omgivningarna runt Snickarkärrberget växer i huvudsak barrskog.